# Vecsem árvízi forrásszáj
A Vecsem árvízi forrásszáj az Aggteleki Nemzeti Parkban található egyik barlang. A barlang az Aggteleki-karszt és a Szlovák-karszt többi barlangjával együtt 1995 óta a világörökség része.

## Leírás
Bódvaszilas központjától ÉK-re 1,6 km-re, az Alsó-hegy oldalában, a Vecsem-forrásbarlang felett, a forrásbarlangtól Ny-ra 15 m-re, kb. 193 m tengerszint feletti magasságban, fokozottan védett területen, cserjésben lévő sziklakibúvásban van a barlang bejárata. Néhány turistatérképen jelölve van a Vecsem árvízi-forrás helye a forrás nevének feltüntetésével. A barlangbejárat bontott jellegű, háromszög alakú, 1 m széles, 1,3 m magas és függőleges tengelyirányú.
A barlang a Vecsem-forrás inaktív árvízi forrásszája, de lehet, hogy időszakosan aktív. Elágazó térformájú. Középső triász wettersteini mészkőben jött létre. Holocén állatmaradványok kerültek elő belőle. Engedély nélkül, barlangjáró alapfelszereléssel megtekinthető a barlang.
Előfordul a barlang az irodalmában Papkerti forrás ősi kitörési helye (Kordos 1984), Vecsem-árvizi-forrásszáj (Nyerges 1996), Vecsem árvizi forrásszáj (Vlk 2019), Vecsem-árvizi forrásszáj feletti barlang (Nyerges 1996), Vecsem-árvízi forrásszáj (Nyerges 2002), Vecsem-forrás árvizi forrásszáj (Dénes 1960), Vecsemforrás árvizi forrásszája (Bertalan 1976), Vecsem-forrás árvizi kitörési helyei (Dénes 1959), Vecsem-forrás árvízi forrásszája (Kordos 1984), Vecsem-forrásbarlang (Kordos 1984) és Vecsem-forrás-barlang (Csernavölgyi, Hegedűs, Molnár 1977) neveken is. Az utolsó két név megtévesztő, mert azok a közeli Vecsem-forrásbarlang nevei. A Bertalan Károly által írt és 1976-ban befejezett kézirat egyik része szerint a bódvaszilasi Papkerti forrás ősi kitörési helye azonos a Vecsem-forrás árvizi kitörési helyeivel. A 128. számú cédulán már ki van húzva ez az információ. A Vecsem-árvizi forrásszáj (Nyerges 1996) név a Vecsem-forrásbarlang egyik névváltozata.

## Kutatástörténet
1958 nyarán a Budapesti Vörös Meteor Barlangkutató Csoport vizsgálta a Vecsem-forrás árvízi kitörési helyeit és két helyen robbantással elkezdte feltárni azokat. Az egyik árvízi forrásszájnál a bontás biztató volt. Az árvízi forrás a munka idején is működött. Itt sok törmelék lett eltávolítva és néhány métert sikerült behatolni a forrásszáj mögé. Tervezték, hogy abban az évben folytatják feltárását. A csoport 1959 nyarán folytatta az árvízi forrás bontását. 1961 áprilisában a Vörös Meteor Barlangkutató Szakosztály eltávolította a legutóbbi robbantáskor leomlott sziklákat az árvízi forrásszájból.
1964 nyarán a Vörös Meteor Barlangkutató Csoportnak egy kutatótábora volt a Vecsem-forrásnál, ahol a kutatók az árvízi forrásszájig mélyítették a medret. 1969-ben a VMTE Toldi Barlangkutató Csoport bontotta a Vecsem-forrás árvízi szájának omladékát. A Karszt és Barlang 1970. évi füzetében megjelent Dénes György zsombolygenetikához kapcsolódó hozzászólásában az olvasható, hogy figyelmét a Vecsem-forrás feletti fosszilis forrásnyomokra Szenthe István hívta fel és Dénes György szerint a Tapolca-forrás és a Vecsem-forrás felett átlagosan 70 méter magasságban található, fosszilis forrásnyomok az Alsó-hegy emelkedésének bizonyítékai.
1975. március 18-án Csernavölgyi László juttatott el állatmaradványokat (éticsiga, béka, kígyó, Apodemus, vörös róka és borz) a Vecsem-forrás felett 6 m-re balra található fosszilis forrásszájból a Magyar Állami Földtani Intézet Múzeumába. A leletek valószínűleg holocén koriak. A faunája olyan, mint a Vecsem-forrás faunája. Az 1975. évi MKBT Beszámolóban kiadott és Jánossy Dénes által írt jelentésben meg van említve, hogy 1975-ben a Vecsem-forrás kitöltéséből csontanyag lett gyűjtve, amelyet Csernavölgyi László átadott a Magyar Karszt- és Barlangkutató Társulat Őslénytani Szakbizottságának.
1976-ban a VMTE Központi Barlangkutató Csoportnak volt kutatási engedélye a Vecsem-forrás rendszerének kutatásához. 1976 első felében felkészültek a helyszínen nyári táborukra. 1976 nyarán, nyári táboruk ideje alatt egy kijelölt helyen 8 m-t bontottak ki nagy munkával, és haladtak előre a csoporttagok a hegylábi törmelékben lévő árvízi üregrendszerben. A tábor befejezésekor az egyik oldalon valószínűleg elérték a szálkőzetet, vagy egy nagy, oldásnyomos kőzetdarabot. Az év első felében végzett előkészítő munka ezért sikeres volt. A helyszínen tapasztalták, hogy az árvízi forrásszáj kőbányájában a korábbi években kibontott és felhalmozott anyag gátolta az őszi csapadék kijutását az árvízi szájon át.
A forrásvíz egy kicsit visszaduzzadt és elöntötte a bontott járatokat. A gát megszüntetésére nem volt lehetőségük a nyári tábor alatt, de tervezték, hogy a következő év tavaszán lebontják a törmelékgátat. 1976 nyarán a VMTE Tektonik Barlangkutató Csoport próbálta bontani a régi árvízi forrásszájat, de eredménytelenül. A Bertalan Károly által írt és 1976-ban befejezett kéziratban lévő 128. számú cédulán az olvasható, hogy Bódvaszilason, az Alsó-hegyen találhatók a Vecsem-forrás árvizi kitörési helyei (Vecsemforrás árvizi forrásszája). Az árvízi forrásbarlang néhány méter hosszú. A kézirat barlangot ismertető része 2 publikáció alapján lett írva.
Az 1977. január 30-án készült és a barlang 1975. augusztusi bejárásán alapuló szpeleográfiai terepjelentésben össze vannak keverve a Vecsem árvízi forrásszájról és a Vecsem-forrásbarlangról szóló információk. A terepjelentésben az olvasható, hogy az 5452/69 barlangkataszteri számú Vecsem-forrás-barlangnak Bódvaszilason, Bódvaszilastól ÉK-re 1,6 km-re, a Vecsem-forrástól ÉNy-ra 20 m-re, kb. 180 m tengerszint feletti magasságban, sziklakapuban van a sziklahasadék jellegű bejárata. 1974. novemberben fedezte fel a VM Tektonik Barlangkutató Csoport. A barlang leginkább vízszintes jellegű. Egy inaktív forrásszáj. 14 m a barlang alaprajzi hossza, 14 m a hossza a valóságban, 9 m a vízszintes kiterjedése és 5 m a függőleges kiterjedése. A sok kitöltő anyag kőtörmelékből és agyagból áll. Az ásatásra alkalmas terület 5 m². A barlang feltárása közben egy cseréptöredék került elő, amely Kemenczei Tibor meghatározása szerint késő bronzkori, az i. e. 10. századból származik. A lelet a Magyar Nemzeti Múzeumban található.
Az 1984-ben kiadott, Magyarország barlangjai című könyv országos barlanglistájában szerepel az Aggteleki-karszton lévő Vecsem-forrásbarlang nevénél, hogy a forrásbarlang két névváltozata a Vecsem-forrás árvízi forrásszája és a Papkerti forrás ősi kitörési helye. A listához kapcsolódóan látható az Aggteleki-karszt és a Bükk hegység barlangjainak földrajzi elhelyezkedését bemutató 1:500 000-es méretarányú térképen a barlang földrajzi elhelyezkedése. 1995 óta az Aggteleki-karszt és a Szlovák-karszt többi barlangjával együtt a világörökség része a Vecsem árvízi forrásszáj.
1996-ban Nyerges Miklós megrajzolta a Vecsem-forrásbarlang alaprajz térképét, de a térképen a Vecsem-árvizi forrásszáj név látható. Ugyanebben az évben Nyerges Miklós elkészítette a Vecsem árvízi forrásszáj alaprajz térképét és 3 keresztmetszet térképét. Ezen a térképlapon a Vecsem-árvizi forrásszáj feletti barlang elnevezés szerepel. 1996-ban nyári kutatótábor lett szervezve, amelynek fő célja az volt, hogy a régóta kutatott Vecsem-forrás mögött lévő barlangrendszert feltárják. A tervezett bontási helyek között volt a Vecsem-árvizi-forrásszáj. A Nyerges Attila által 1997-ben készített szakdolgozatban meg van említve a Vecsem-árvizi-forrásszáj az Alsó-hegy magyarországi részének árvízi barlangjai és forrásbarlangjai között.
Az 1998-ban napvilágot látott, Az Aggteleki Nemzeti Park című könyvben az van írva, hogy a Vecsem-forrás mögött feltételezett patakos járatokba sem a víznyelőkből, sem a forrás felől nem sikerült bejutni. A forrás patakos rendszere feltárásra vár. A Vecsem-forrás rendszerének csak rövidebb-hosszabb befolyási és torkolati szakasza lett feltárva a víznyelőkön át eltűnő patak és a forrásokban felszínre lépő víz útját követve. A Vecsem árvízi forrásszáj 2002-ben készült nyilvántartólapja szerint kb. 193 m tengerszint feletti magasságban van a barlang bejárata. A barlang 10 m hosszú, 2 m függőleges kiterjedésű, 2 m mély és 8 m vízszintes kiterjedésű. Ezek a méretadatok becsléssel lettek megállapítva. Szabadon látogatható barlang. 2018-ban Jiří Novotný és Luděk Vlk mérték fel a barlangot, majd megszerkesztették a felmérés alapján a barlang alaprajz térképét és 2 keresztmetszet térképét. Az alaprajz térképen látható a 2 keresztmetszet elhelyezkedése a barlangban.
Az Alsó-hegy karsztjelenségeiről szóló, 2019-ben kiadott könyvben az olvasható, hogy a Vecsem árvizi forrásszáj 20 m hosszú és 2 m mély. A barlang azonosító számai: Szlovákiában 061, Magyarországon 5452/68. A könyvben publikálva lett a barlang 2018-ban készült alaprajz térképe és 2018-ban készült 2 keresztmetszet térképe. A barlangot 2018-ban Jiří Novotný és Luděk Vlk mérték fel, majd 2018-ban Jiří Novotný és Luděk Vlk a felmérés alapján megrajzolták a barlang térképeit. A térképeket 2018-ban Luděk Vlk digitalizálta. A kiadványhoz mellékelve lett az Alsó-hegy részletes térképe. A térképet Luděk Vlk, Mojmír Záviška, Ctirad Piskač, Jiřina Novotná, Miloš Novotný és Martin Mandel készítették. A térképen, amelyen fekete ponttal vannak jelölve a barlangok és a zsombolyok, látható a Vecsem árvízi forrásszáj (5452/68, 061) földrajzi elhelyezkedése.

## További irodalom
- Balázs Dénes összeáll.: Összefoglaló beszámoló az Élelmezésügyi Minisztérium és a Kinizsi Természetbarát Liga barlangkutató csoportjának 1957. augusztusi vecsembükki barlangkutató expedíciójáról. Kézirat, 1957. 32–35., 42. old. (A kézirat megtalálható a KvVM Barlang- és Földtani Osztályon.)